# Vierimpuls
In de speciale relativiteitstheorie, een deelgebied van de natuurkunde, is de vierimpuls de veralgemening van de klassieke driedimensionale impuls naar de vierdimensionale ruimtetijd. Impuls is een vector in drie dimensies; op gelijke wijze is vierimpuls een viervector in de ruimtetijd. De contravariante vierimpuls van een deeltje met drie-impuls 
{\displaystyle {\vec {p}}=(p_{x},p_{y},p_{z})}
en energie {\displaystyle \scriptstyle E} is
{\displaystyle \mathbf {P} ={\begin{pmatrix}P_{0}\\P_{1}\\P_{2}\\P_{3}\end{pmatrix}}={\begin{pmatrix}E/c\\p_{x}\\p_{y}\\p_{z}\end{pmatrix}}}